# Statistiques et records de l'AC Milan
Cet article détaille les divers records et statistiques relatifs au Associazione Calcio Milan. Cette page est à jour au 01/08/2010.

## Milan en compétition

### Milan en Série A
L'AC Milan est un club historique du championnat italien de football. En effet, le club a accompagné la création du championnat (en participant à la 3e saison en 1900), y a toujours participé depuis (108 saisons), à l'exception de 5 saisons, et demeure le 2e club le plus titré (18 titres, à égalité avec l'Inter). 

Lors de sa première participation, étant l'unique participant du groupe de la région de Lombardie, l'AC Milan put rencontrer directement en demi-finale le premier du groupe du Piémont, le FC Torinese. Le match se déroula le 15 avril 1900 et le club perdit 3 à zéro, sur un triplé de Edoardo Bosio. Ce fut le seul match du club milanais pour la saison 1900.

Le club a disputé 108 championnats d'Italie, sous toutes ses différentes appellations et organisations : 78 en Série A (depuis 1929), 14 en Première Catégorie (1900 à 1922), 5 en Première Division (1922 à 1926) et 4 en Division Nationale (1926 à 1929). Lors de 5 saisons, le Milan ne participa pas au championnat d'élite : lors des éditions 1904/1905, 1908/1909 et 1913/1914, le club ne se qualifia pas pour la compétition nationale. Le club ne prit pas part à l'édition 1907/1908 en raison de dissension interne à la suite de la décision de la fédération italienne d'interdire la présence de joueur non italien au sein des équipes participant au championnat. Enfin, le club fut rétrogradé par la fédération en Série B lors de la saison 1980/1981 à la suite du scandale du Totonero. Il connaîtra une seconde saison en Série B lors de l'édition 1982/1983.
Le club est le deuxième plus titré du championnat d'Italie avec 18 scudetti. Le premier fut obtenu en 1901, rompant ainsi la main mise du Genoa sur le championnat. Le 10e titre fut remporté lors de la saison 1978/1979. Le club est ainsi le 3e à obtenir un dixième championnat après la Juventus et l'Inter Milan. Le dernier titre remonte à la saison 2010/2011.

### Milan en série B
Le club est relégué une première fois en Série B en 1979. L'équipe remporte la Série B l'année suivante. La nouvelle saison commence bien avec une victoire en Coupe Mitropa. Les rossoneri terminent cependant quatorzième du championnat (championnat à 16 équipes) et sont donc relégués en série B. Giuseppe Farina prend alors la présidence du club, et l'AC Milan remporte de nouveau la Série B en 1983.

### Milan en Coupe d'Italie
Le Milan a remporté 5 Coupes d'Italie et a perdu 10 finales.

### Milan en Coupe d'Europe
Le Milan est le deuxième club le plus titré en Coupe d'Europe : 9 titres (7 en Ligue des champions et 2 en Coupes des coupes). Il a participé aux 3 compétitions européennes et notamment à la première Coupe des Clubs Champions.

## Records du club

### International
- Le Milan AC est le club possédant (après le Real Madrid) le plus grand nombre de titres internationaux (18) : 7 Ligues des Champions, 2 Coupes des coupes, 5 Supercoupe de l'UEFA, 3 Coupe intercontinentale et 1 Coupe du monde des clubs. Le club a disputé 29 finales de compétitions majeures (11 en Ligues des Champions, 3 en Coupes des coupes, 7 en Supercoupe de l'UEFA, 7 en Coupe intercontinentale et 1 en Coupe du monde des clubs). Cela fait du club l'un des plus titrés au Monde.

- Milan a terminé deux fois à la première place du classement mondial des clubs, établi annuellement par l'IFFHS, en 1995 et en 2003.

### Européen
- Le Milan AC est le deuxième détenteur de titres en Ligue des Champions (7) après le Real Madrid (14) .

- La plus large victoire à domicile comme à l'extérieur en coupe d'Europe est contre l'Union Luxembourg : 8-0 à Milan le 12 septembre 1962 et 6-0 au Luxembourg le 19 septembre 1962. Milan égala ce record en 1993, en battant le FC Copenhague, à Copenhague, en Ligue des Champions.

- La plus large défaite à domicile en coupe d'Europe est de 0-3 contre Lille le 5 novembre 2020. À l'extérieur, la pire défaite est celle contre l'Ajax (0-6 le 16 janvier 1974).

### National
- Le Milan AC est le troisième détenteur de titres de Champion d'Italie (19), derrière l'Inter (20) et la Juventus (36). Il arriva 13 fois deuxième et 17 fois troisième de la Série A.

- Le Milan AC fut le premier club à remporter le titre de Champion d'Italie sans subir une seule défaite. Cet exploit se déroula lors de la saison 1991/1992, avec Fabio Capello comme entraîneur (c'était sa première saison au club). Lors de cette saison, le club gagna 22 matchs, fit 12 matchs nul et marqua 78 buts pour seulement 21 encaissés.

- La plus large victoire à domicile fut remportée le 4 octobre 1914 contre l'Audax Modena (Saison en Prima Categoria en 1914/15) sur un score de 13-0. À l'extérieur, ce fut contre l'Ausonia Football Club le 21 octobre 1919 sur le score de 10-0 (Saison en Prima Categoria en 1914/15).  En Série A, la plus large victoire à domicile fut contre Palerme (9-0 le 18 février 1951) et à l'extérieur contre le Genoa (8-0 le 5 juin 1955).

- Par contre, la plus sévère défaite à domicile fut enregistrée le 5 novembre 1922 contre Bologne (8-0) lors de la saison 1922/1923. La plus sévère défaite à l'extérieur fut enregistrée contre la Juventus par deux fois : 6-0 le 25 octobre 1925 et 8-2 10 juillet 1927. En Série A, la plus large défaite à domicile fut contre la Juventus (1-6 le 6 avril 1997) et à l'extérieur contre Alexandrie (1-6 le 26 janvier 1936) et contre l'AS Rome (0-5 le 3 mai 1998).

- La Juventus demeure le club que Milan a le plus souvent rencontré avec 199 matchs disputés. L'Inter arrive en second avec 198 matchs disputés et le Torino en troisième avec 187 match disputés.

Série A
- Plus grand nombre de rencontres sans défaite : 58 (du 26 mai 1991 - Milan-Parme 0-0 au 14 mars 1993 - Lazio-Milan 2-2)
- Plus grand nombre de victoires d'affilée : 10 (du 28 janvier 1951 - Milan-Sampdoria 2-0 au 1er avril 1951 Milan-Padoue 1-2 et du 16 janvier 1994 au 20 mars 1994)
- Plus grand nombre de journées en tête du championnat : 72 journées du 6 octobre 1991 au 31 octobre 1993.
- Invincibilité du gardien : Sebastiano Rossi lors du championnat 1993/94 avec 929 minutes.
- Plus grande nombre de buts marqués en une saison : 118 buts lors de la saison 1949/1950 (38 matchs).
- Plus petit nombre de buts marqués en une saison : 21 buts lors de la saison 1981/1982 (30 matchs).
- Plus petit nombre de buts encaissés en une saison : 12 buts lors de la saison 1968/1969 (30 matchs).
- Plus grand nombre de buts encaissés en une saison : 62 buts lors de la saison 1932/1933 (34 matchs).
- Plus grande différence de buts en une saison : +73 lors de la saison 1949/1950 (38 matchs).
- Plus petite différence de buts en une saison : -10 lors de la saison 1981/1982 (30 matchs).
- Plus large victoire à domicile : 9-0 le 18 février 1951 contre Palerme.
- Plus large victoire à l'extérieur : 8-0 le 5 juin 1955 contre le Genoa.
- Plus large défaite à domicile : 6-1 le 6 avril 1997 contre la Juventus.
- Plus large défaite à l'extérieur : 6-1 le 26 janvier 1936 contre Alessandria Calcio et 5-0 le 3 mai 1998 contre la Roma
- Plus grand nombre de points marqué en une saison : 82 points (saison 2003/2004 - 3 points par victoire/34 matchs) et 60 points (saison 1950/1951 - 2 points par victoire/38 matchs).
- Plus petit nombre de points marqué en une saison : 43 points (saison 1996/1997 - 3 points par victoire/34 matchs) et 24 points (saison 1981/1982 - 2 points par victoire/30 matchs).
- Plus grand nombre de victoires en une saison : 28 victoires (2005/2006 - 38 matchs).
- Plus petit nombre de victoires en une saison : 5 victoires (1976/1977 - 30 matchs).
- Plus grand nombre de défaites en une saison : 15 défaites (1930/1931 - 34 matchs).
- Plus petit nombre de défaites en une saison : 0 défaite (1991/1992 - 34 matchs).
- Plus grand nombre de matchs nul en une saison : 17 (1976/1977 - 30 matchs).
- Plus petit nombre de matchs nul en une saison : 3 (1949/1950 - 38 matchs).

Coupe d'Italie
- Milan a disputé 15 finales pour 5 victoires. Le club a aussi disputé 13 finales de Supercoupe d'Italie pour 8 victoires. Soit un total de 28 finales.
- Plus large victoire à domicile : 8-1 le 13 septembre 1958 face à Padoue.
- Plus large victoire à l'extérieur : 5-0 le 8 juin 1958 face à Côme.
- Plus large défaite à domicile : 4-0 le 21 novembre 1979 face à la Roma.
- Plus large défaite à l'extérieur :  5-0 le 13 avril 1940 face à la Fiorentina et le 16 mai 1943 face au Torino.

## Statistiques individuels

### Matchs joués
- Paolo Maldini est le joueur ayant disputé le plus grand nombre de matchs sous le maillot rossonero (902 rencontres en 25 saisons de 1984 à 2009).

- Paolo Maldini a été le plus jeune joueur a débuté en équipe première à l'âge de 16 ans et 208 jours (contre l'Udinese le 20 janvier 1985)[1]. Alessandro Costacurta fut le plus vieux joueur à endosser la tunique du club à l'âge de 41 ans et 25 jours (contre l'Udinese le 19 mai 2007).

| #  | Nom                   | Années                 | Série A | Coupe d'Italie | Autres | Total |
| -- | --------------------- | ---------------------- | ------- | -------------- | ------ | ----- |
| 1  | Paolo Maldini         | 1984–2009              | 648     | 72             | 182    | 902   |
| 2  | Franco Baresi         | 1977–1997              | 532     | 97             | 90     | 719   |
| 3  | Alessandro Costacurta | 1986 et 1987–2007      | 458     | 78             | 127    | 663   |
| 4  | Gianni Rivera         | 1960–1979              | 527     | 74             | 83     | 658   |
| 5  | Mauro Tassotti        | 1980–1997              | 429     | 75             | 79     | 583   |
| 6  | Gennaro Gattuso       | 1999–                  | 298     | 24             | 101    | 423   |
| 7  | Angelo Anquilletti    | 1966–1977              | 278     | 71             | 69     | 418   |
| 8  | Cesare Maldini        | 1954–1966              | 347     | 9              | 56     | 412   |
| 9  | Massimo Ambrosini     | 1995–1997 et 1998–     | 284     | 33             | 93     | 410   |
| 10 | Demetrio Albertini    | 1988–1990 et 1991–2002 | 293     | 41             | 72     | 406   |

### Buts
- Le meilleur buteur du club est Gunnar Nordahl avec 221 buts en 8 saisons. Gunnar Nordahl est également le meilleur marqueur en une saison avec 38 buts (toutes compétitions confondues) lors de la saison 1950-1951. Gunnar Nordahl est le meilleur buteur en Série A avec 210 buts. Gianni Rivera est le meilleur buteur en Coupe d'Italie avec 28 buts. Enfin, Filippo Inzaghi est le meilleur buteur en Coupes d'Europe avec 39 réalisations.
- Gianni Rivera fut le plus jeune buteur à 17 ans et 80 jours (contre la Juventus le 6 novembre 1960). Alessandro Costacurta fut le plus vieux buteur à l'âge de 41 ans et 25 jours (contre l'Udinese le 19 mai 2007).

| #  | Nom                   | Années                 | Série A   | Coupe d'Italie | Autres  | Total     |
| -- | --------------------- | ---------------------- | --------- | -------------- | ------- | --------- |
| 1  | Gunnar Nordahl        | 1948–1956              | 210 (257) | 0 (0)          | 11 (11) | 221 (268) |
| 2  | Andriy Shevchenko     | 1999–2006 et 2008–2009 | 127 (226) | 7 (16)         | 41 (80) | 175 (322) |
| 3  | Gianni Rivera         | 1960–1979              | 122 (501) | 28 (74)        | 14 (83) | 164 (658) |
| 4  | / José Altafini       | 1958–1965              | 120 (205) | 9 (9)          | 32 (34) | 161 (248) |
| 5  | Aldo Boffi            | 1936–1945              | 104 (156) | 22 (23)        | 5 (8)   | 131 (187) |
| 6  | Filippo Inzaghi       | 2001–2012              | 73 (202)  | 10 (20)        | 42 (76) | 126 (300) |
| 7  | Marco van Basten      | 1987–1995              | 90 (147)  | 13 (22)        | 21 (32) | 124 (201) |
| 8  | Giuseppe Santagostino | 1921–1932              | 104 (235) | 2 (1)          | 0 (0)   | 106 (236) |
| 9  | Pierino Prati         | 1966–1973              | 72 (143)  | 14 (34)        | 16 (32) | 102 (209) |
| 10 | Louis Van Hege        | 1910–1915              | 97 (88)   | 0 (0)          | 0 (0)   | 97 (88)   |

- Milan détient le record du nombre de joueurs terminant meilleur buteur de la Série A : 16 titres. De même, Gunnar Nordahl a terminé 5 fois meilleurs buteurs, record d'Italie pour un joueur. 5 autres joueurs terminèrent meilleur buteur en coupe d'Europe, plus un autre en Série B. Gunnar Nordahl détient le record pour le nombre de titres remportés (5), dont 3 d'affilée et le record de but marqué en championnat (35).

| Années    | Nat                                     | Nom                 | Nb. buts |
| --------- | --------------------------------------- | ------------------- | -------- |
| 1938-1939 | Drapeau de l'Italie                     | Aldo Boffi          | 19       |
| 1939-1940 | Drapeau de l'Italie                     | Aldo Boffi          | 24       |
| 1941-1942 | Drapeau de l'Italie                     | Aldo Boffi          | 22       |
| 1949-1950 | Drapeau de la Suède                     | Gunnar Nordahl      | 35       |
| 1950-1951 | Drapeau de la Suède                     | Gunnar Nordahl      | 34       |
| 1952-1953 | Drapeau de la Suède                     | Gunnar Nordahl      | 26       |
| 1953-1954 | Drapeau de la Suède                     | Gunnar Nordahl      | 23       |
| 1954-1955 | Drapeau de la Suède                     | Gunnar Nordahl      | 27       |
| 1961-1962 | Drapeau du Brésil · Drapeau de l'Italie | José Altafini       | 22       |
| 1967-1968 | Drapeau de l'Italie                     | Pierino Prati       | 15       |
| 1972-1973 | Drapeau de l'Italie                     | Gianni Rivera       | 17       |
| 1986-1987 | Drapeau de l'Italie                     | Pietro Paolo Virdis | 17       |
| 1989-1990 | Drapeau des Pays-Bas                    | Marco van Basten    | 19       |
| 1991-1992 | Drapeau des Pays-Bas                    | Marco van Basten    | 25       |
| 1999-2000 | Drapeau de l'Ukraine                    | Andriy Shevchenko   | 24       |
| 2003-2004 | Drapeau de l'Ukraine                    | Andriy Shevchenko   | 24       |
| 2011-2012 | Drapeau de la Suède                     | Zlatan Ibrahimović  | 28       |

| Années    | Nat                                     | Nom               | Nb. buts |
| --------- | --------------------------------------- | ----------------- | -------- |
| 1962-1963 | Drapeau du Brésil · Drapeau de l'Italie | José Altafini     | 14       |
| 1988-1989 | Drapeau des Pays-Bas                    | Marco van Basten  | 9        |
| 2005-2006 | Drapeau de l'Ukraine                    | Andriy Shevchenko | 9        |
| 2006-2007 | Drapeau du Brésil                       | Kaká              | 10       |

- Le premier but du club en championnat a été marqué par David Allison et le club a atteint 4 000 buts avec Alberto Gilardino le 6 novembre 2005.

| N° but | Buteur                  | Date       | Match (score)          | N° Partie |
| ------ | ----------------------- | ---------- | ---------------------- | --------- |
| 1      | David Allison           | 11/03/1900 | Milan-Mediolanum (2-0) | 1         |
| 100    | Mario Magnozzi          | 28/06/1931 | Casale-Milan (3-2)     | 448       |
| 200    | Mario Romani            | 19/03/1933 | Milan-Pro Patria (5-0) | 504       |
| 300    | Giulio Rossi            | 02/06/1935 | Milan-Palerme (2-1)    | 580       |
| 400    | Ezio Loik               | 16/01/1938 | Liguria-Milan (1-1)    | 656       |
| 500    | Umberto Menti           | 21/04/1940 | Liguria-Milan (0-2)    | 726       |
| 1000   | Gunnar Nordahl          | 26/12/1949 | Milan-Padoue (4-2)     | 993       |
| 1500   | Juan Alberto Schiaffino | 01/01/1956 | Novara-Milan (0-4)     | 1205      |
| 2000   | Gianni Rivera           | 27/10/1963 | Milan-Modene (3-1)     | 1472      |
| 2500   | Egidio Calloni          | 02/02/1975 | Sampdoria-Milan (2-4)  | 1826      |
| 3000   | Mauro Tassotti          | 05/04/1987 | Avellino-Milan (2-1)   | 2135      |
| 3500   | Roberto Baggio          | 20/10/1996 | Milan-Naples (3-1)     | 2448      |
| 4000   | Alberto Gilardino       | 06/11/2005 | Milan-Udinese (5-1)    | 2763      |

### Matchs entrainés
- Nereo Rocco est l'entraineur ayant disputé le plus grand nombre de matchs sur le banc rossonero (459 rencontres en 7 saisons)[2].

| #  | Nom                | Années                            | Nb. Match |
| -- | ------------------ | --------------------------------- | --------- |
| 1  | Nereo Rocco        | 1960-1963, 1966-1974 et 1977      | 459       |
| 2  | Carlo Ancelotti    | 2001-2009                         | 420       |
| 3  | Gipo Viani         | 1956-1965                         | 376       |
| 4  | Fabio Capello      | 1991-1996 et 1997-1998            | 300       |
| 5  | Nils Liedholm      | 1964-1966, 1977-1979 et 1984-1987 | 280       |
| 6  | Arrigo Sacchi      | 1987-1991 et 1996-1997            | 220       |
| 7  | Antonio Busini     | 1940-1941, 1945-1947 et 1948-1954 | 193       |
| 8  | Jozsef Banas       | 1931-1933 et 1937-1940            | 173       |
| 9  | Alberto Zaccheroni | 1998-2001                         | 125       |
| 10 | Adolfo Baloncieri  | 1934-1937 et 1945-1946            | 116       |
| 11 | Giuseppe Bigogno   | 1946-1949                         | 116       |
| 12 | Lajos Czeizler     | 1949-1952                         | 116       |
| 13 | Engelbert König    | 1928-1931                         | 100       |

### Distinctions

#### Ballon d'or
- 6 joueurs, évoluant sous le maillot du Milan, ont remporté le Ballon d'or et 8 fois en tout des joueurs du Milan ont remporté le Ballon d'or.
- Par deux fois, en 1988 et 1989, Milan plaça 3 de ses joueurs aux 3 premières places du classement du Ballon d'or.

| Années | Nat | Nom               |
| ------ | --- | ----------------- |
| 1969   |     | Gianni Rivera     |
| 1987   |     | Ruud Gullit       |
| 1988   |     | Marco van Basten  |
| 1989   |     | Marco van Basten  |
| 1992   |     | Marco van Basten  |
| 1995   |     | George Weah       |
| 2004   |     | Andriy Shevchenko |
| 2007   |     | Kaká              |

- D'autres joueurs récoltèrent des places d'honneur pour le Ballon d'or sous les couleurs du club : 
  -  Gianni Rivera 2e en 1963.
  -  Ruud Gullit 2e en 1988.
  -  Franco Baresi 2e en 1989.
  -  Frank Rijkaard 3e en 1988 et en 1989.
  -  Andriy Shevchenko 3e en 1999 et en 2000.
  -  Paolo Maldini 3e en 1994 et en 2003